# Pünktchenente

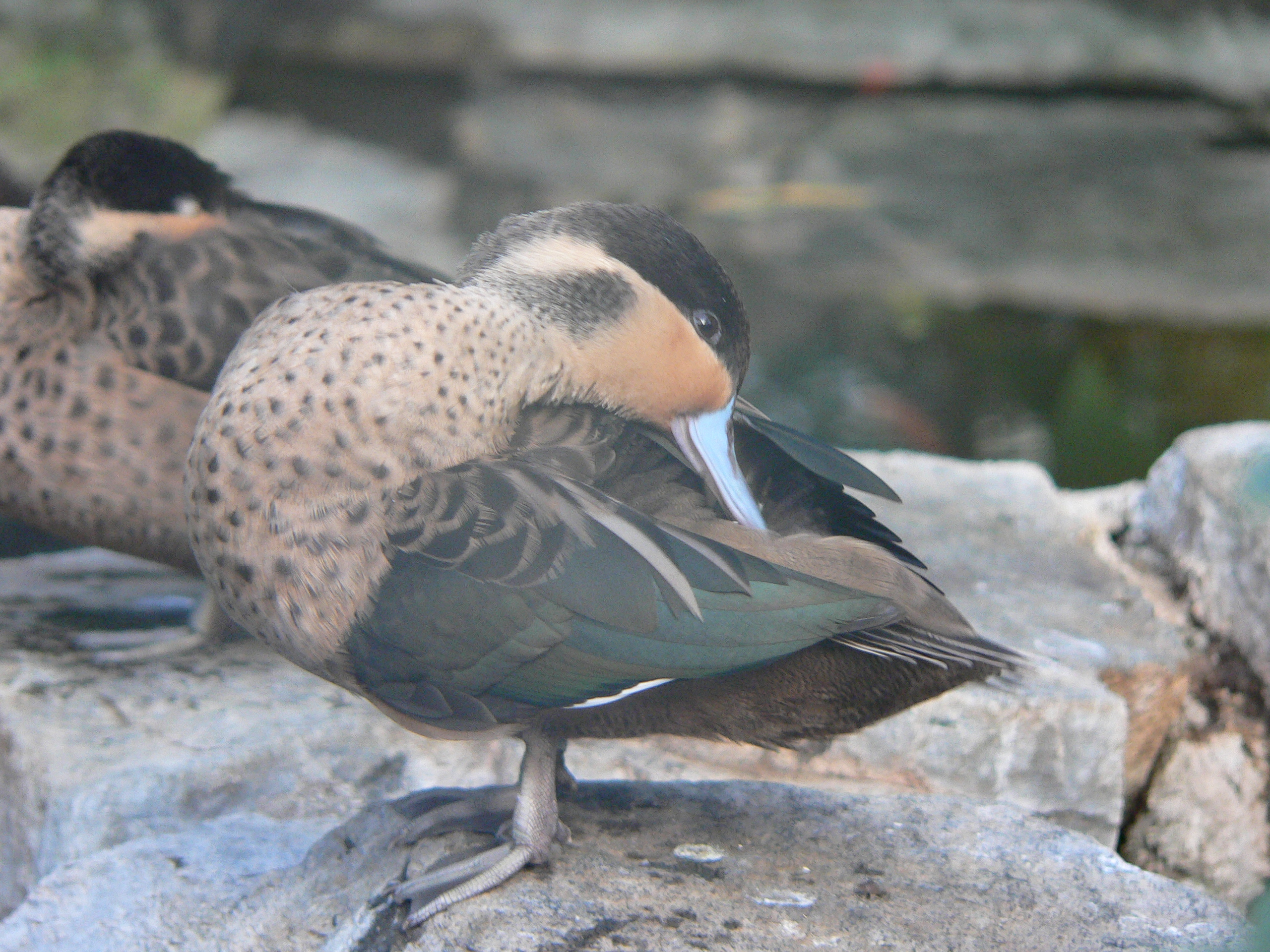
Pünktchenente – deutlich sind die getupfte Brust und der schwarze Oberschnabelrand zu erkennen.

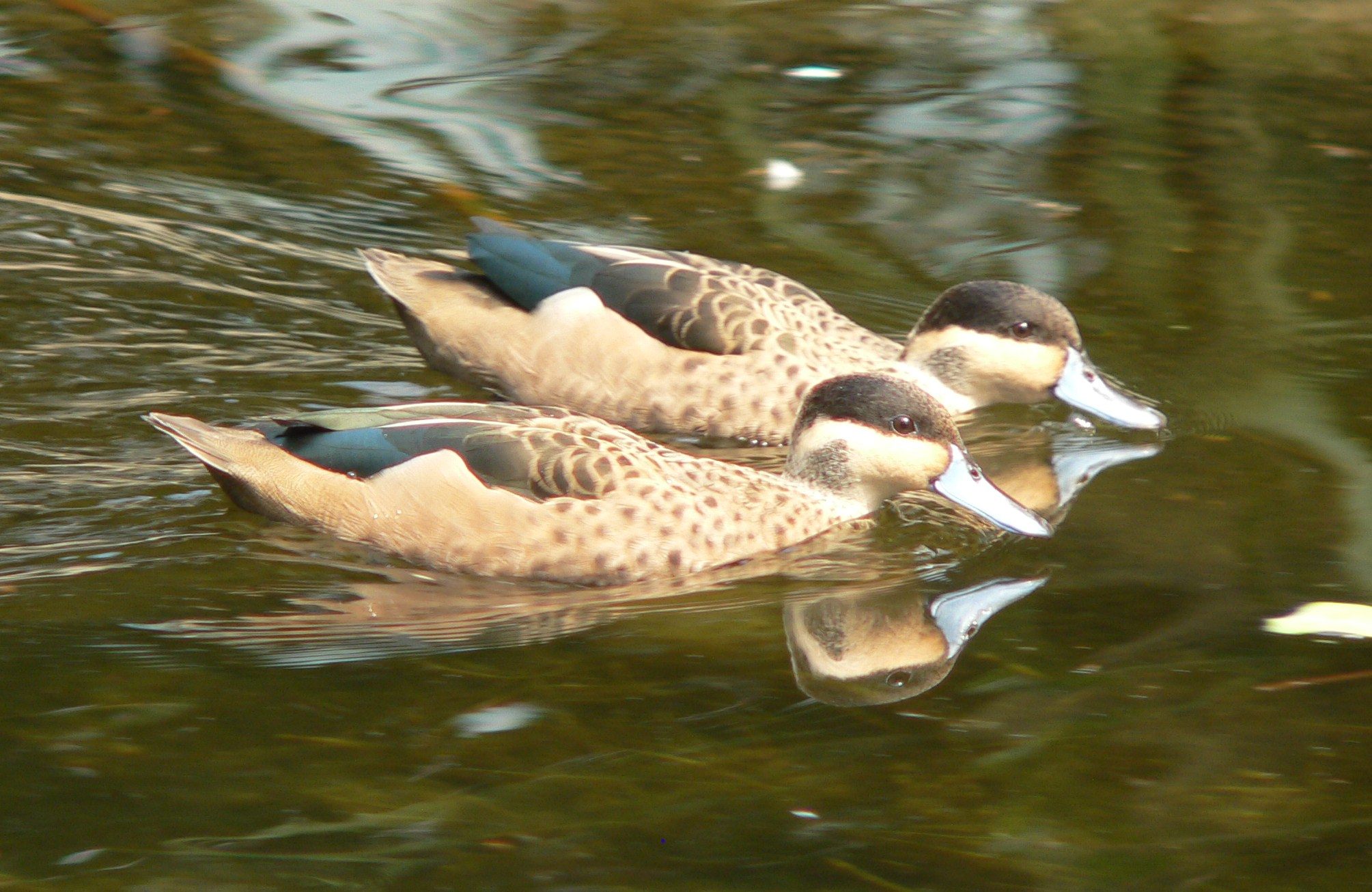

Die Pünktchenente (Spatula hottentota, Syn.: Anas hottentota, Punanetta hottentota), früher als Hottentottenente bezeichnet, ist ein afrikanischer Entenvogel, der zu den Schwimmenten gerechnet wird. Die auf Madagaskar vorkommenden Populationen wurden lange Zeit als separate Unterart angesehen, aber diese Unterscheidung ist heute nicht mehr gebräuchlich.

## Erscheinungsbild

### Allgemeine Charakteristika
Die Pünktchenente ist mit einer Körperlänge von 30 bis 33 Zentimetern kaum größer als eine der Zwergentenarten. Die Ente ist nicht sehr ruffreudig. Beide Geschlechter geben Klick-Laute von sich, die sich zu einem harschen Ke-ke-ke steigern, wenn sie gestört werden oder wenn sie auffliegen. Die Pünktchenente ist aber ansonsten eine sehr stille und insgesamt wenig auffällige Ente. Zu den wesentlichen Erkennungsmerkmalen zählen die dunkle Kopfkappe, der dunkle Nacken, die hellbraunen Wangen und Kehle und der blaue Schnabel. Im natürlichen Verbreitungsgebiet bestehen Verwechslungsmöglichkeiten mit der Rotschnabelente, einer anderen afrikanischen Entenart. Diese ist jedoch größer, blasser, hat weiße Wangen und einen auffälligen roten Schnabel. Im Flug machen die geringere Größe, die hohe Fluggeschwindigkeit und der dunkle Flügelspiegel die Pünktchenenten erkennbar.
Große Ähnlichkeit besteht zur Silberente, einer südamerikanischen Entenart. Verwechslungsmöglichkeiten bestehen hier aber nur bei Gehegetieren, da das natürliche Verbreitungsgebiet der beiden Arten überlappungsfrei ist.

### Federkleid
Die Pünktchenente weist weder einen saisonalen Dimorphismus noch einen auffälligen Geschlechtsdimorphismus auf. Das Körpergefieder ist bräunlich, wobei die einzelnen Federn helle Säume aufweisen. Die Körperunterseite ist blasser. Brust und Vorderhals sind getupft. Die Flügeldecken sind dunkel und der grüne Flügelspiegel ist durch ein schwarzes und weißes Band abgeschlossen. Die Unterflügel sind hell. Der blaue Schnabel hat am Oberschnabel einen schwarzen Rand. Die Beine und Füße sind dunkelgrau. Die Iris ist braun.
Der Unterschied zwischen Männchen und Weibchen ist nur geringfügig ausgeprägt. Die Körperunterseite der Weibchen ist von der Brust bis zum Schwanz getupft. Männchen dagegen weisen in der Regel keine Tupfen an den Flanken auf, dafür eine feine Strichelung zwischen Flanken und Schwanzfedern. Bei den Männchen sind die innersten Armschwingen sowie die Scapularen glänzend schwarzgrün. Die Scapularen weisen außerdem einen hellen Längsstreif auf, die über dem Rücken zwei parallel verlaufende helle Linien ergeben. Beim Weibchen dagegen haben die Skapulare schmale, helle Endsäume. Der Flügelspiegel ist fast glanzlos. Bei Jungenten fehlt die Tupfung ganz, ist weniger auffällig oder auf wenige Tupfen begrenzt.
Die Küken sind an der Körperoberseite graubraun. Die Körperunterseite ist graugelb. Die Wangen sind blass und rötlichbraun überhaucht. Sie haben außerdem einen graubraunen Ohrfleck.

## Verbreitungsgebiet und Bestand
Das afrikanische Verbreitungsgebiet der Pünktchenente ist disjunkt. Eine isolierte Population lebt in Äquatorialafrika in einem Gebiet, das sich vom Norden Nigerias über Niger, Kamerun und den Tschad erstreckt. Davon durch den Regenwald getrennt erstreckt sich ein zweites Verbreitungsgebiet in einem breiten Band von Äthiopien bis zur östlichen Kap-Provinz an der südlichen Spitze Afrikas. Das dritte Verbreitungsgebiet ist Madagaskar.
Die Lebensweise dieser häufig nur dämmerungs- und nachtaktiven Ente macht eine Bestandsaufnahme schwierig. Es scheint aber so, als sei die Ente in ihrem gesamten Verbreitungsgebiet verhältnismäßig häufig. Das gilt auch für Madagaskar. Hier zählt sie zu den häufigsten Entenarten, die man am Lac Alaotra beobachten kann. In Südafrika nimmt sie auch Wasserrückhaltebecken und große Viehtränken als Habitat an. Dort nehmen die Bestände vermutlich auch zu. Insgesamt wird der Bestand auf 1.000 bis 5.000 Individuen im Tschad und auf 25.000 bis 100.000 Individuen in Ost- und Südafrika geschätzt. Der Bestand auf Madagaskar umfasst vermutlich 5.000 bis 10.000 Enten.

## Lebensraum
Pünktchenenten präferieren als Lebensraum flache Süßwassergewässer und Seen. Sie suchen bevorzugt an den Uferrändern nach Nahrung und halten sich meist zwischen der Schwimmblattvegetation auf. Sie finden sich auch häufig in Rohrkolben- und Papyrusbeständen. Bei Gefahr verstecken sie sich im Pflanzenbewuchs, in dem sie nur schwer auszumachen sind. Große Schwärme von Pünktchenenten sind auch außerhalb der Fortpflanzungszeit selten. Sie sind jedoch häufig mit anderen Entenarten wie der Rotschnabelente oder der Schmuckzwergente vergesellschaftet.
Ihre Nahrung sucht die Pünktchenente bevorzugt während der Dämmerung an Land und in gefluteten Feldern wie etwa Reisfeldern. Sie nutzt auch Wasserstellen, die von Huftieren aufgesucht werden und die am Ufer starke Vertrittspuren aufweisen. Die Nahrungsaufnahme erfolgt gründelnd, aber auch mit eingetauchtem Kopf durch das Flachwasser watend. Während der Tageszeit schläft sie häufig auf offenem Wasser. Sie kommt jedoch zum Ruhen auch an Land. Ihre Nahrung besteht überwiegend aus Samen und Früchten, sie nimmt aber auch wirbellose Wassertiere auf. Tierische Kost kann sogar den größten Teil ihrer Nahrung ausmachen, wenn Wirbellose in ausreichendem Maße zur Verfügung stehen.

## Fortpflanzung

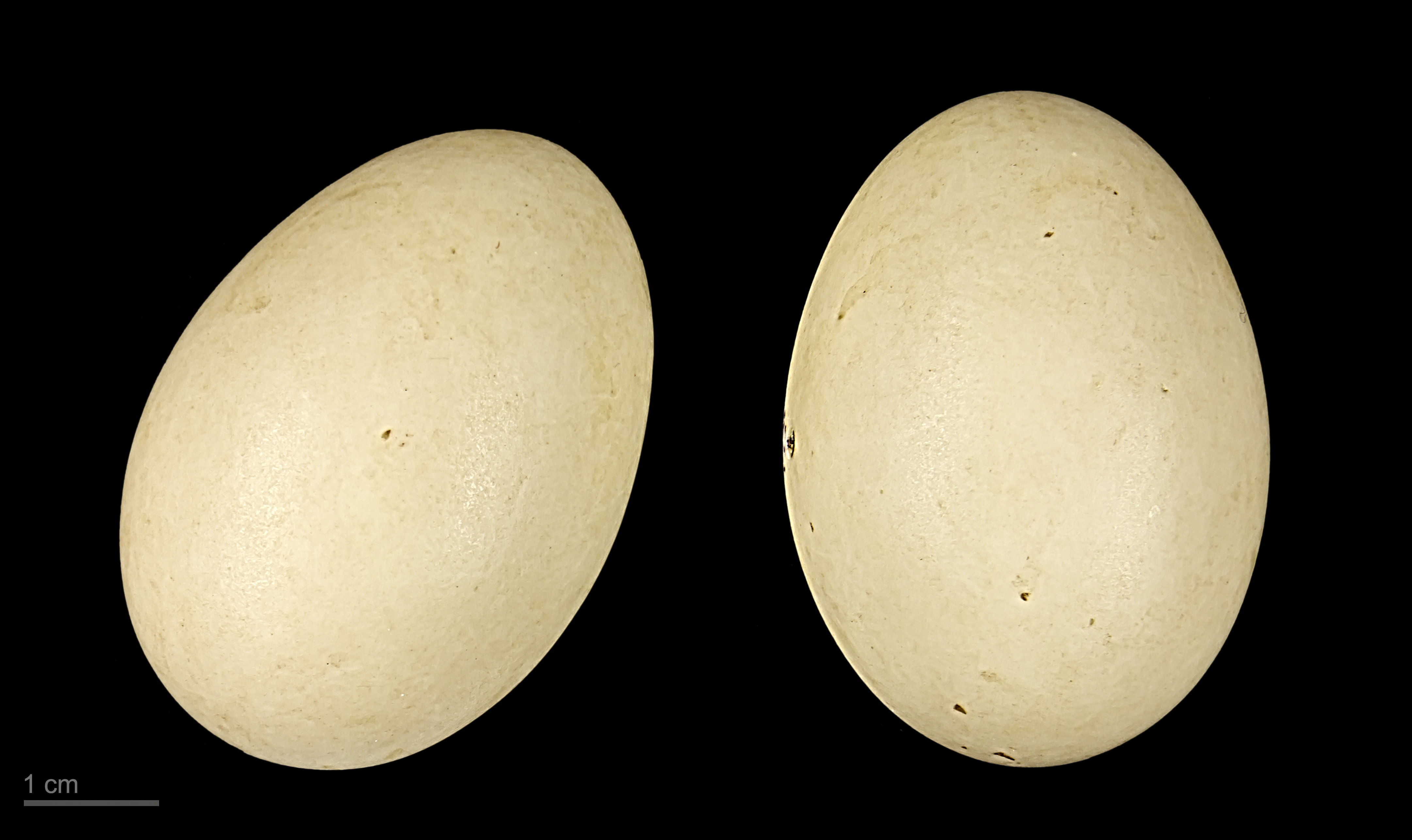
Eier der Pünktchenente (Spatula hottentota)

Die Pünktchenente verfügt über kein sehr auffallendes Balzrepertoire. Die Enten sind außerdem nicht territorial. Die Paarbindung besteht über eine längere Zeit. Das Männchen begleitet das Weibchen auch, wenn dieses die Küken führt.
Gelege von Pünktchenenten werden das ganze Jahr über gefunden. Vermutlich löst in großen Teilen des Verbreitungsgebietes Regenfall die Fortpflanzungszeit aus. Die Pünktchenente ist jedoch ein ausgeprägterer Standvogel als viele andere afrikanische Entenvögel und nutzt überwiegend Gewässer, die keiner saisonalen Austrocknung unterworfen sind.
Das Nest wird in der Vegetationszone entlang der Gewässer errichtet. Die Pünktchenente nutzt aber auch Inselchen, die durch im Wasser liegende Bäume oder Papyrus entstehen. Das Nest wird aus dem Material errichtet, das sich in unmittelbarer Nestumgebung befindet. Die Eier sind oval und cremefarben bis leicht gelblich. Das Vollgelege besteht aus sechs bis neun Eiern. Es brütet allein das Weibchen. Die Brutzeit beträgt 25 bis 27 Tage. Die Küken sind nach 60 bis 65 Tagen flügge.

## Pünktchenenten und Menschen
Die ersten lebenden Pünktchenenten gelangten 1929 und 1935 nach Frankreich und England. Die Welterstzucht gelang 1938 in Großbritannien. In den 1950er und 1960er Jahren wurden Wildfänge sehr häufig in Europa angeboten, so dass sie in dieser Zeit oft von Privathaltern gezogen worden. Eine nachhaltige Zucht begann erst in den 1960er Jahren. Heute gibt es eine stabile Gehegepopulation aus nachgezüchteten Pünktchenenten. Zoos zeigen sie gelegentlich in ihren Tropenhallen, so beispielsweise der Tierpark Berlin oder der Zoo Zürich in der Masoala-Halle.

## Name
Der Name Pünktchenente wird seit etwa 2020 verwendet. Der alte Name ist Hottentottenente (nach der Bezeichnung Hottentotten für Bewohner des südlichen Afrika). Der Name wurde als rassistisch kritisiert.
Artikel über Umbenennungen von Tierarten schrieben 2021 und 2022 u. a. Deutschlandfunk, GEO und die Süddeutsche Zeitung.
Dieser Wikipedia-Artikel wurde 2022 mit Verweis auf eine Liste in der Vogelwarte von 2020 umbenannt.
In der gesellschaftlichen Debatte wird diese Umbenennung oft als stellvertretendes Beispiel für die Umbenennung von Spezies verwendet.
Im 2023 erschienenen Roman Zwischen Welten von Juli Zeh und Simon Urban steht eine Diskussion über die Umbenennung beispielhaft für die von den Autoren so wahrgenommene Polarisierung der Gesellschaft.

## Belege